# Тарногурський повіт
Тарногурський повіт (пол. powiat tarnogórski) — один з 17 земських повітів Сілезького воєводства Польщі.
Утворений 1 січня 1999 року в результаті адміністративної реформи.

## Загальні дані
Повіт знаходиться у західній та центральній частині воєводства.
Адміністративний центр — місто Тарновські Гури.
Станом на 1.01.2008 населення становить 137 684 осіб, площа 644,2 км².

## Демографія
Демографічні дані повіту станом на 30.06.2005:
|       | Всього  | Всього | Жінки  | Жінки | Чоловіки | Чоловіки |
| ----- | ------- | ------ | ------ | ----- | -------- | -------- |
|       | осіб    | %      | осіб   | %     | осіб     | %        |
| Повіт | 138 458 | 100    | 71 061 | 51,3  | 67 397   | 48,7     |
| Міста | 94 867  | 100    | 49 086 | 51,7  | 45 781   | 48,3     |
| Села  | 43 591  | 100    | 21 975 | 50,4  | 21 616   | 49,6     |